# Don Meehan
Donald E. "Don" "Donnie" Meehan, född 10 april 1951, är en amerikansk jurist och NHLPA-certifierad spelaragent och som anses vara den mäktigaste spelaragenten i nordamerikansk professionell ishockey med sin agentkollega Pat Brisson.
Meehan brukar ofta bli kallad "superagent" av nordamerikansk media och företräder över 100 spelare via sin agentur Newport Sports Management, Inc., som Henrik Lundqvist, Jarome Iginla, Steven Stamkos, Erik Karlsson, Phil Kessel, Corey Perry, P. K. Subban, Ed Jovanovski, Zach Parise, Brad Richards, Drew Doughty, Jordan Eberle, Dion Phaneuf, James Neal, Andrej Markov, Jevgenij Nabokov, Mike Green, Evander Kane, Ryan O'Reilly, Alex Pietrangelo, Brad Marchand, Mike Ribeiro, Eric Brewer, Mike Richards, Bobby Ryan, David Clarkson, Patric Hörnqvist, Daniel Girardi, Luke Schenn, Michael Del Zotto, David Backes, Justin Schultz, Tyler Bozak, Troy Brouwer, Matt Moulson, Dan Hamhuis och Brandon Sutter.
Han har tidigare representerat Nicklas Lidström, Curtis Joseph, Pat LaFontaine, Trevor Linden, Al MacInnis, Michael Peca, Aleksandr Mogilnyj, Aleksandr Ovetjkin och Ryan Smyth.